# Reschenberg (Sankt Wolfgang)
Reschenberg ist ein Gemeindeteil von St. Wolfgang im oberbayerischen Landkreis Erding.

## Lage
Die Einöde Reschenberg liegt drei Kilometer westlich des Rathauses des Gemeindehauptorts Sankt Wolfgang.

## Bevölkerungsentwicklung
Um 1871 gab es in Reschenberg 14 Einwohner. Im Mai 1987 lebten dort sieben Einwohner in einem Wohngebäude.
| Jahr      | 1871 | 1924 | 1950 | 1970 | 1987 |
| Einwohner | 8    | 11   | 14   | 6    | 7    |